# بازیکن فوتبال
بازیکن فوتبال ورزشکاری است که یکی از گونه‌های ورزش فوتبال را بازی می‌کند. همچون فوتبال، فوتبال آمریکایی، فوتبال کانادایی، فوتبال استرالیایی، فوتبال گیلیک، راگبی ۱۳ نفره و راگبی ۱۵ نفره.
واژهٔ فوتبالیست از زبان انگلیسی وارد زبان فارسی شده است.
تخمین زده شده است که ۲۵۰ میلیون بازیکن فوتبال در جهان وجود دارد، و بسیاری از آن‌ها به شکل‌های دیگری از فوتبال بازی می‌کنند.

## پست‌ها

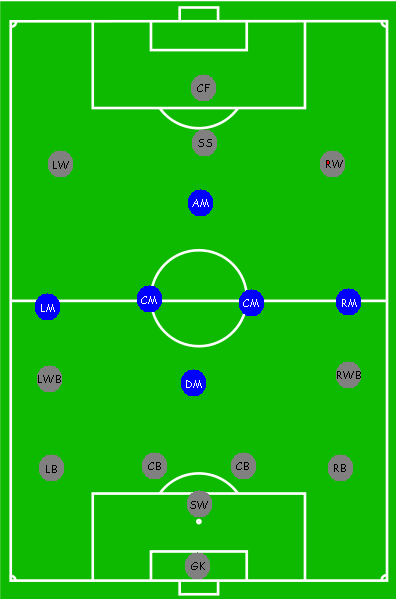
بازیکنان میانه/هافبک‌ها با رنگ آبی نشان داده شده‌اند.

در فوتبال بازیکن فردی است که بر پایهٔ قوانین فوتبال٫ فوتبال بازی می‌کند. در یک بازی فوتبال هر تیم ۱۱ بازیکن دارد که یکی از آن‌ها دروازه‌بان است و بقیه یا پدافندگر یا بازیکن میانه یا مهاجم هستند.

### دروازه‌بان
در بازی فوتبال به کسی که برای نگهداری و محافظت از دروازه می‌کوشد و مانع ورود توپ به داخل آن می‌شود دروازه‌بان می‌گویند. دروازه‌بان تنها بازیکنی است که می‌تواند از دستانش برای گرفتن توپ استفاده کند. او فقط می‌تواند در محوطه جریمه توپ را با دست بگیرد.

### مدافع
مدافع بازیکنی است که در پشت هافبک‌ها قرار دارد و پیشترین و اولین هدفش پشتیبانی از دروازه‌بان است. وظیفهٔ اولیه او جلوگیری از حریف برای گل زدن است.

### هافبک دفاعی/ دفاع جلوزن
بازیکنی است که جلوی مدافعین وسط ایستاده و فضای خالی بین مدافعین پشت خود را در هنگام تهاجم تیم مقابل پر می‌کند. همچنین رابطی است برای دریافت توپ از مدافعین خودی و ارسال پاس به بازیکنان پست هافبک وسط و هافبک‌های کناری. در بعضی سیستم‌های بازی مثل ۴-۲-۳-۱ مربیان ۲ هافبک دفاعی در زمین می‌گذارند.

### هافبک/بازیکن میانه
هافبک یا بازیکن میانه بازیکنی است که جایگاهش بین پدافندگر (مدافع) و مهاجم است (در شکل با رنگ آبی نشان داده شده است). وظیفهٔ اصلی آن‌ها بی‌بهره کردن تیم حریف از توپ است (که معمولاً با تکل انجام می‌شود)٫ تا توپ را به تصرف هافبک درآورند و برای مهاجمان خودی بفرستند.

### فوروارد/مهاجم
فورواردها یا مهاجمان بازیکنانی هستند که در نزدیک‌ترین ردیف به دروازهٔ حریف بازی می‌کنند که مسئولیت گل زدن را دارند.